# Kay Khusraw III
Pour l’article homonyme, voir Kay Khusraw.
Ghiyâth ad-Dunyâ wa ad-Dîn as-Sultân al-'A`zim Kay Khusraw ben Qilij Arslân, Gıyaseddin Keyhüsrev ou Kay Khusraw III est un sultan seldjoukide de Rum. Il est le fils de Kılıç Arslan IV et lui succède après son assassinat en 1265. Il n'est guère plus qu'un pantin aux mains des Mongols Houlagides et des vizirs.

## Biographie
En 1261, Kılıç Arslan reste seul sur le trône des Seldjoukides de Roum, avec un sultanat réunifié. Son fils, Ghiyâth ad-Dîn Kay-Khusraw naît entre 1259 et 1263. 
En 1265, le vizir Mu`in ad-Dîn Suleyman se constitue une petite principauté personnelle en conquérant Sinope. Kılıç Arslan est assassiné au cours d’un banquet sans doute à l’instigation de son vizir Mu`in ad-Dîn Suleyman qui prend le titre de « Pervane » (ordre).

### Le règne (1265-1284)
Pervane est tenté de placer son fils de trois ans sur le trône des sultans. Il préfère épouser la veuve de Kılıç Arslan pour pouvoir exercer les fonctions de régent auprès de Ghiyâth ad-Dîn Kay-Khusraw. Ghiyâth ad-Dîn Kay-Khusraw est nommé sultan par Pervane, bien qu'il ait moins de trois ans. 
Pendant les dix années qui suivent Pervane parvient à garder une certaine autonomie par rapport au pouvoir mongol. En 1276, il entre dans une alliance anti-mongole avec sultan mamelouk d'Égypte Baybars. Il ambitionne de chasser les Mongols d'Anatolie et de devenir le sultan. Baybars arrive et vainc les Mongols à la bataille d'Elbistan, puis il se dirige vers Kayseri. Pour une raison inconnue Baybars repart en Égypte en laissant Pervane seul à Tokat. Abaqa Ilkhan de Perse entre en Anatolie, et fait exécuter Pervane (1277).
Après la mort de Pervane, Fakhr ad-Dîn `Alî Sahip Ata qui était déjà un vizir de Kay Kâwus II vers 1250, devient le nouveau vizir, il est surnommé le « bâtisseur ».
L'administration seldjoukide est totalement désorganisée. les militaires et les auxiliaires civils désœuvrés deviennent une source de désordres. Le peuple est écrasé par les taxes imposées par les Mongols. Malgré ce climat de crise économique et sociales, le commerce international continue alors que la production agricole et industrielle diminuent. Les rébellions des gouverneurs mongols contribuent à accroître l'oppression et la pauvreté en Anatolie.
Des groupes de turkmènes profitent de cette situation pour s'infiltrer et s'installer en Anatolie. Ils sont à l'origine de ce qui va s'appeler l’époque des beylicats. Ces tribus reconnaissent en principe la suzeraineté des Seldjoukides et celles des Ilkhans, et reçoivent les insignes de leur pouvoir avec le titre de Ghazi. La plus ancienne et la plus importante de ces principautés est celle des Karamanides. Le Karamanide Mehmet Bey qui se proclame descendant des Seldjoukides conquiert la petite Arménie et prend Konya en 1277. Mehmet soutient un prétendant au trône du sultanat de Roum nommé Alâeddin Siyavuş surnommé Jimri (en turc : cimri, (le) radin) qui prétend être le fils de Kay Kâwus II. Au cours des combats, Mehmed fait une reconnaissance près de la forteresse de Kurbağa (Kurbağaköy dans la province de Mersin), il rencontre un détachement mongol. Il est tué ainsi que deux de ses frères et un de ses cousins. C'est un succès inattendu pour Kay Khusraw. Celui-ci croit voir l'occasion de se débarrasser des Karamanides. Alâeddin Siyavuş Jimri parvient à rassembler des forces importantes. Néanmoins il est vaincu et tué par Kay Khusraw (mai 1278). Les deux fils de Sahip Ata décèdent au cours des combats contre l'usurpateur Jimri.
Dès 1282, son cousin Ghiyâth ad-Dîn Mas`ûd obtient les faveurs de l'Ilkhân Abaqa. À cette date il bat déjà monnaie à son nom. 
En 1281, après la mort d'Abaqa, l'Anatolie connait une période instable. Le Karamanide Güneri se livre à de fréquents actes de pillage dans la région de Konya, tandis que le bey d’Eşref Seyfeddin Süleyman fait des incursions depuis Beyşehir vers Konya et Akşehir. Se trouvant démuni devant ces attaques turkmènes, le sultan Ghiyâth ad-Dîn Kay Khusraw appelle à son aide Ahmad Teküder le successeur d'Abaqa nouvellement converti à l’islam. Ahmad envoie son frère Konghurtay dans le territoire karamanide qu'il pille comme jamais auparavant. Cette destruction du territoire karamanide provoque le chagrin et la colère des Mamelouks qui protestent auprès d'Ahmad. Konghurtay est réprimandé pour sa conduite et est exécuté (janvier 1284).
L'État des Germiyanides, le second de ces états turkmènes par son importance, est créé à Kütahya en 1283. Il forme le noyau des futures principautés d'Aydin et de Saruhan qui se formeront en Anatolie de l'Ouest.
En mars 1284, Ghiyâth ad-Dîn Kay-Khusraw est assassiné à Erzincan sur ordre de l'Ilknan Ahmad Teküder à son retour d'une visite à la cour mongole.

### La succession
Ghiyâth ad-Dîn Kay-Khusraw a épousé la fille de Berké Khan mongol de la Horde d'or et a eu deux fils. Les deux enfants succèdent à leur père conjointement en juin 1285. le bey d’Eşref Seyfeddin Süleyman est désigné comme régent par les Ilkhanides.
- L'aîné : sa mère est envoyée pour gouverner la ville de Sivrihisar par les Ilkhanides qui le tuent en octobre 1285[8].
- Le cadet : il est envoyé auprès de la veuve de Kay Kâwus II, mère de son cousin Ghiyâth ad-Dîn Mas`ûd à Aksaray. Il est probablement assassiné en janvier 1286[8].

Une fois ces deux prétendants éliminés, les Mongols mettent Mas`ûd sur le trône.

## Héritage
Aussi surprenant que cela puisse paraître, dans cette période d'instabilité, de famines, guerres et révoltes, un programme de constructions se poursuit. Il comprend encore des caravansérails : Kesikköprü Han, (Ce caravansérail est proche d'un pont construit à la même époque sur la rivière Kızılırmak. Avec treize arches c'est l'un des plus longs ponts construits par les Seldjoukides), Durak Han, Öresin Han, 
Eğret Han et 
Çay Han. 
Pendant le règne de Ghiyâth ad-Dîn Kay-Khusraw on a construit des madrasas (en turc : Medrese) et des mosquées (en turc : Cami) : Sahibiye Medrese à Kayseri (1268), Gök Medrese à Sivas (1271), et la Ulu Cami à Afyon (1273). Les Mongols eux-mêmes ont construit à Sivas la Çifte Minare Medrese et la Muzzafer Barucirdi Medrese, la Gök Medrese à Amasya et le mausolée (Türbe) Torumtay à Afyon.
L'historiographe Ibn Bibi produisit pour Kay Khusraw III un manuscrit, le Seljukname, qui est la principale source de l'histoire du sultanat seldjoukide de Roum.